# Glover Garden
Le Glover Garden (グラバー園, Gurabāen) est un parc à Nagasaki, construit par Thomas Blake Glover, un marchand écossais. Dans ce parc est installée la Glover Residence, une maison de style occidental, la plus ancienne au Japon et importante attraction touristique.
Le parc est situé sur la colline de Minamiyamate qui domine le port de Nagasaki.